# Ian Tarrafeta
Ian Tarrafeta Serrano, né le 4 janvier 1999 à Sabadell, est un handballeur professionnel espagnol.
Il joue au poste de demi-centre pour le club du Pays d'Aix UC depuis la saison 2020-2021. Le 6 mars 2025, il passe la barre des 500 buts en Championnat de France. À l'été 2025, il rejoint pour un contrat de 4 ans le HBC Nantes.
Avec l'Espagne, il a remporté une médaille dans chacune des grandes compétitions internationales : argent à l'Euro 2022, bronze au Mondial 2023 et aux JO 2024.

## Palmarès

### En équipe nationale
Compétitions majeures
- Médaille d'argent au Championnat d'Europe 2022
- Médaille de bronze au Championnat du monde 2023
- 13e place au Championnat d'Europe 2024
- Médaille de bronze aux Jeux olympiques 2024 de Paris
- 18e place au Championnat du monde 2025

Divers
- Médaille d'or aux Jeux méditerranéens de 2022
- 10e place au Championnat du monde junior 2019

### En club
- troisième du Championnat d'Espagne en 2018
- troisième du Championnat de France en 2022

### Distinctions individuelles
- élu meilleur espoir du Championnat de France en 2022